# Jahrhunderthalle (Bochum)

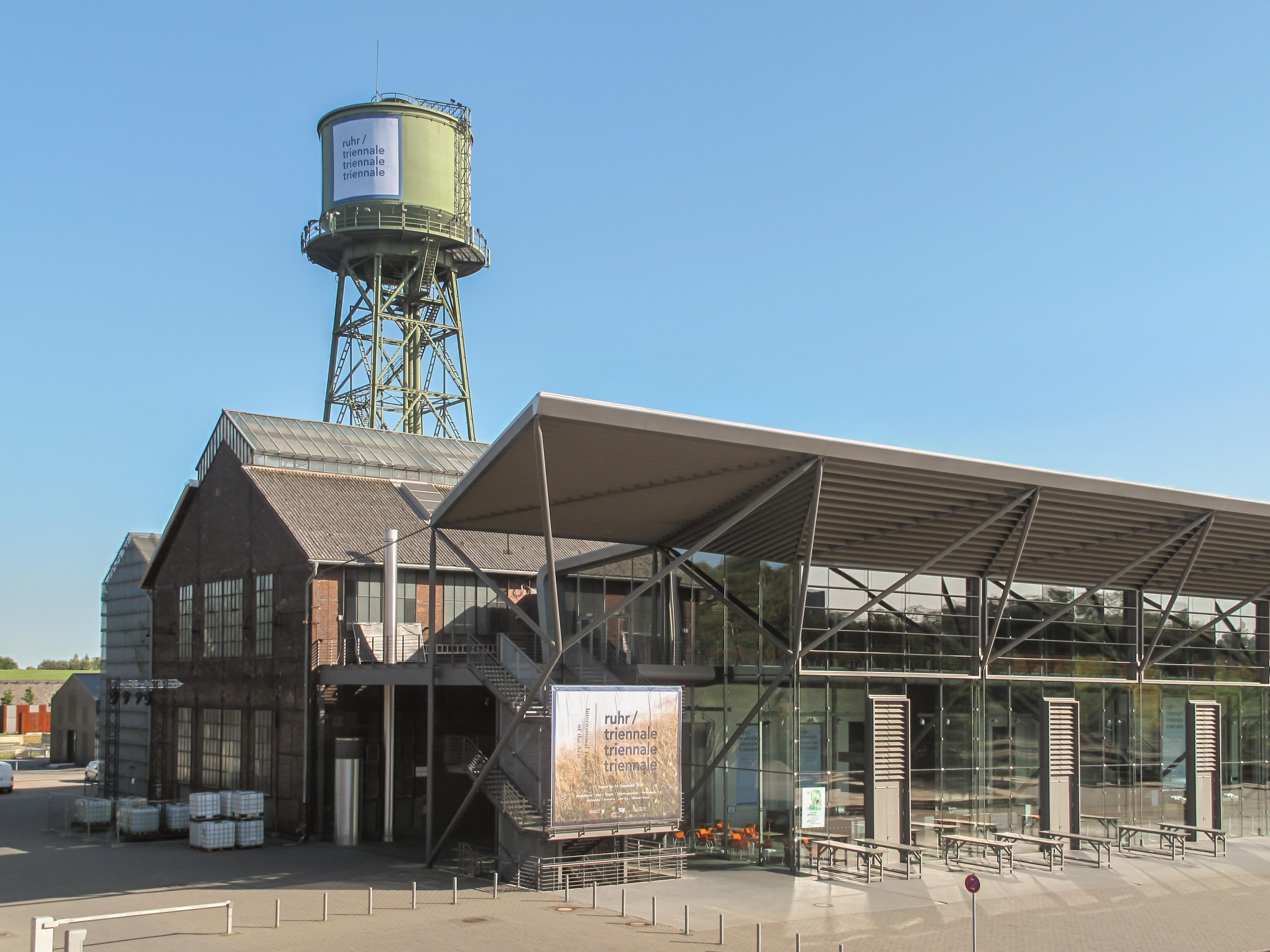
Jahrhunderthalle (2012)

Die Jahrhunderthalle ist eine Veranstaltungshalle im Bochumer Stadtteil Stahlhausen. Die Halle wurde 1902 vom Bochumer Verein für die Düsseldorfer Industrie- und Gewerbeausstellung gebaut und anschließend als Gebläsemaschinenhalle für die Hochöfen des Bochumer Vereins wiederverwendet. Sie wurde mehrfach erweitert, der Name Jahrhunderthalle wird heute für das gesamte Bauwerk verwendet, das eine Fläche von 8.900 m² bedeckt.

## Geschichte

Ausstellungshalle des Bochumer Vereins auf der Gewerbeausstellung in Düsseldorf (1902)

Die Stahlkonstruktion des Gebäudeteils von 1902 wurde nicht in erster Linie nach ästhetischen Gesichtspunkten, sondern eher nach ingenieurtechnischen Überlegungen entworfen. Daher ist sie eines der ersten Beispiele für eine rein zweckbestimmte Architektur. Da bereits bei der Konstruktion feststand, dass die Halle nicht in Düsseldorf bleiben würde, wurde sie so gebaut, dass sie komplett wieder demontierbar ist. An einigen der Stahlträger in der Halle kann man noch immer die Beschriftung lesen, die für die Düsseldorfer Ausstellung dort angebracht worden war. Das Hauptschiff der ursprünglichen Halle ist 66 Meter lang, 20 Meter breit und hatte eine Höhe von 21 Metern, die Seitenschiffe sind 6,5 Meter breit und 6 Meter hoch. Die Fassade war zur Erinnerung an die ersten erfolgreichen Stahlguss-Versuche von Jacob Mayer im Jahr 1851 in Form einer gotischen Kirche gestaltet, da die ersten erfolgreich gegossenen Produkte Glocken waren. Der 70 Meter hohe Glockenturm mit einem Geläut aus drei Glocken ist in Bochum allerdings später nicht wieder errichtet worden. Auch die Fassade ist in Bochum nicht in dieser Form wiederhergestellt worden.
Da das Gelände des Bochumer Vereins 1903 bereits komplett bebaut war und somit keine zusammenhängende Fläche zur Verfügung stand, wurde die Halle über die bestehenden und für den Produktionsbetrieb notwendigen Gebäude errichtet und das Geländeniveau angehoben. Im begehbaren Untergeschoss sind heute noch die Fundamente der Hallenträger sichtbar, nämlich vom „Kellerfußboden“ (dem ehemaligen Geländeniveau) aufsteigend gemauerte Ziegelpyramiden. Im Geschoss unter der Halle ist noch eines der damaligen Gebäude vorhanden; die Fensteröffnungen mit Brüstung, Fassade etc. sind noch zu erkennen, obwohl das Haus später komplett mit Schamott ausgemauert wurde und als Ofen diente.

## Gegenwart

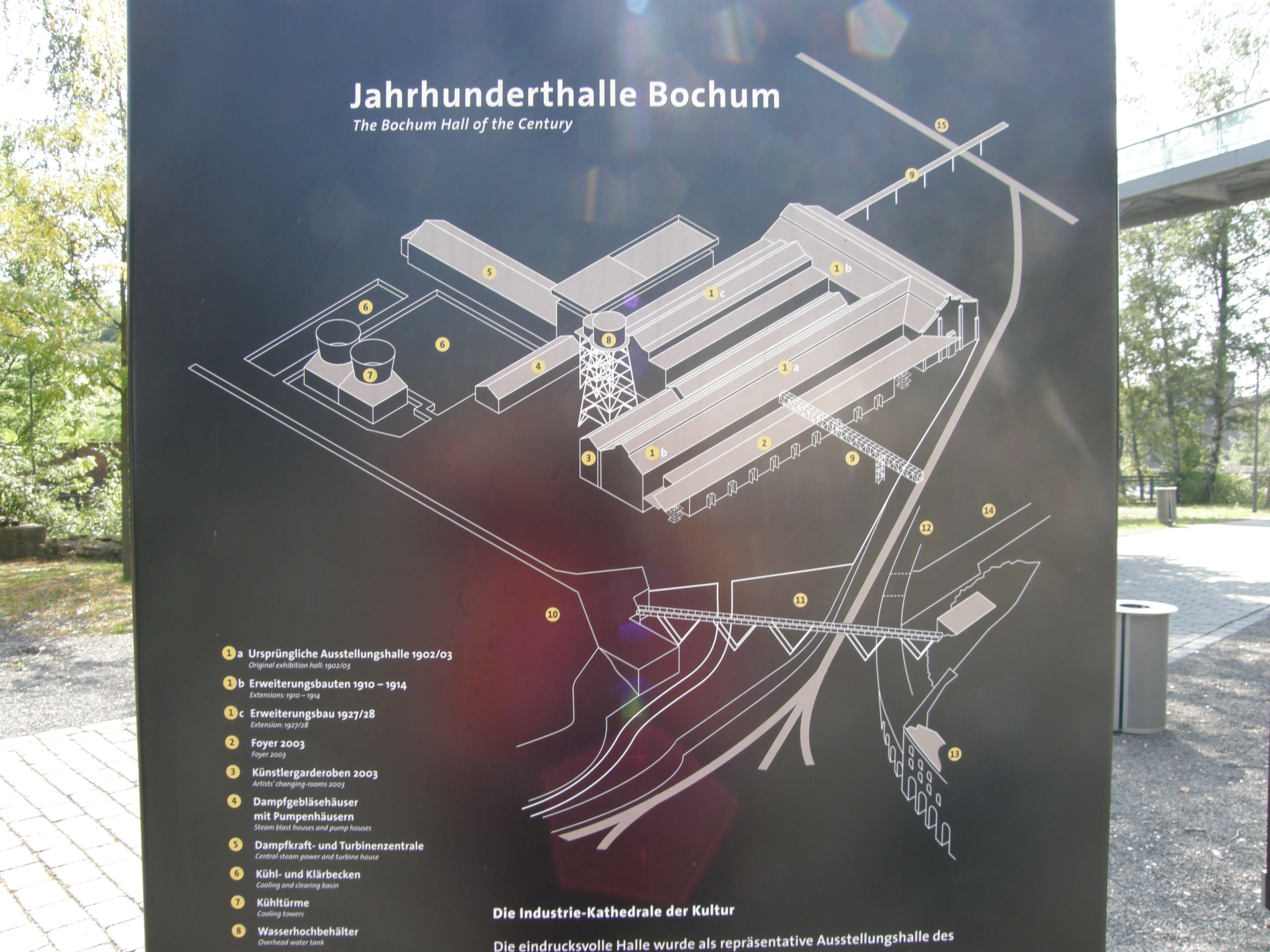
Erläuterungstafel zum Gebäudekomplex Jahrhunderthalle

Die Halle wurde 2003 von Karl-Heinz Petzinka und Thomas Pink „revitalisiert“ und mit einem modernen Vorbau versehen. Seit ihrer Sanierung wird sie für die verschiedensten Veranstaltungen genutzt, zum Beispiel für die Ruhrtriennale (so im Oktober 2006 für eine aufwändige und spektakuläre Neuinszenierung der Oper Die Soldaten von Bernd Alois Zimmermann, 2015 für eine Neuinszenierung von Richard Wagners Das Rheingold und 2016 von Christoph Willibald Glucks Alceste) sowie für Messen oder Rock-, Pop- und Klassik-Konzerte.
Die Jahrhunderthalle ist das Zentrum des Bochumer Westparks, mit dem dieses innenstadtnahe ehemalige Industrieareal für Wohnen, Kultur, Erholung und Gewerbe erschlossen wird. Sie ist außerdem einer der Ankerpunkte der Route der Industriekultur und war einer der Hauptveranstaltungsorte der Kulturhauptstadt Ruhr.2010. An der A 448 befindet sich in Fahrtrichtung Süden eine Touristische Unterrichtungstafel, welche die Jahrhunderthalle thematisiert.
Von 2005 bis 2012 wurde in der Bochumer Jahrhunderthalle jährlich der Steiger Award verliehen, von 2006 bis 2019 und 2022 die 1Live Krone.
Am 12. Dezember 2009 fand unter internationalem Interesse die Preisverleihung des Europäischen Filmpreises in der Jahrhunderthalle statt. Die Fernsehgala wurde in 44 Ländern ausgestrahlt.

## Galerie

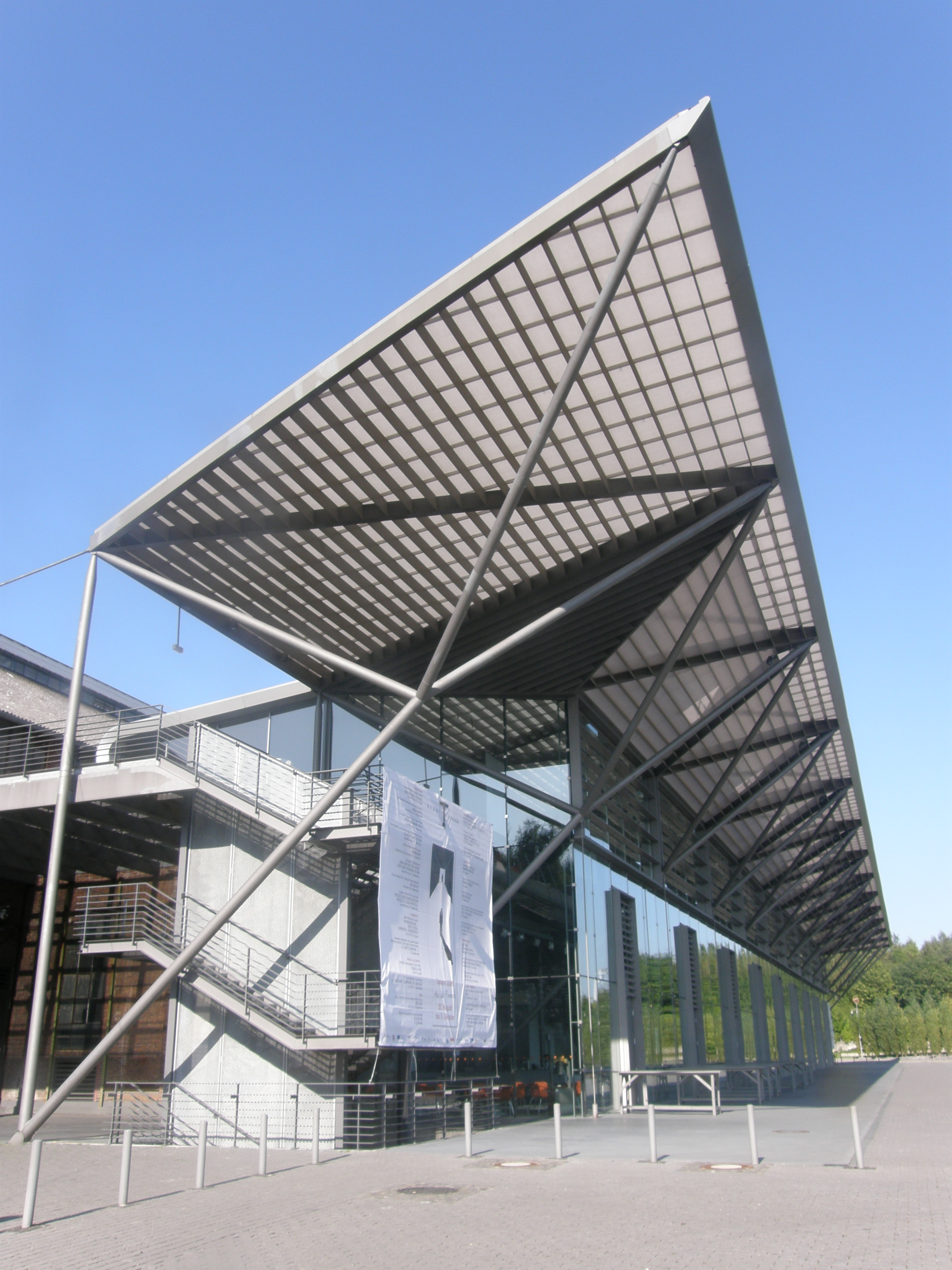
Vorbau und Vordach
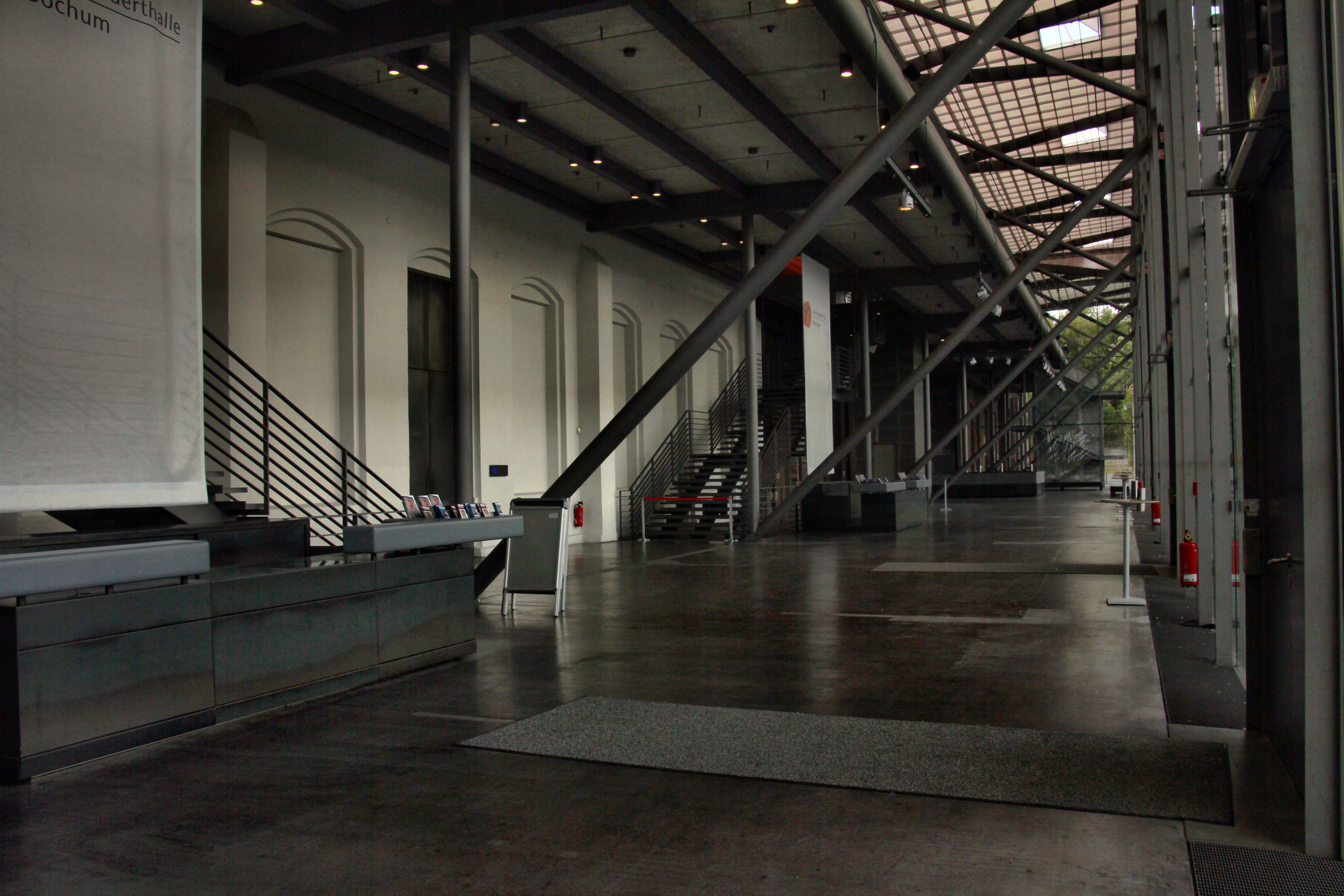
Foyer
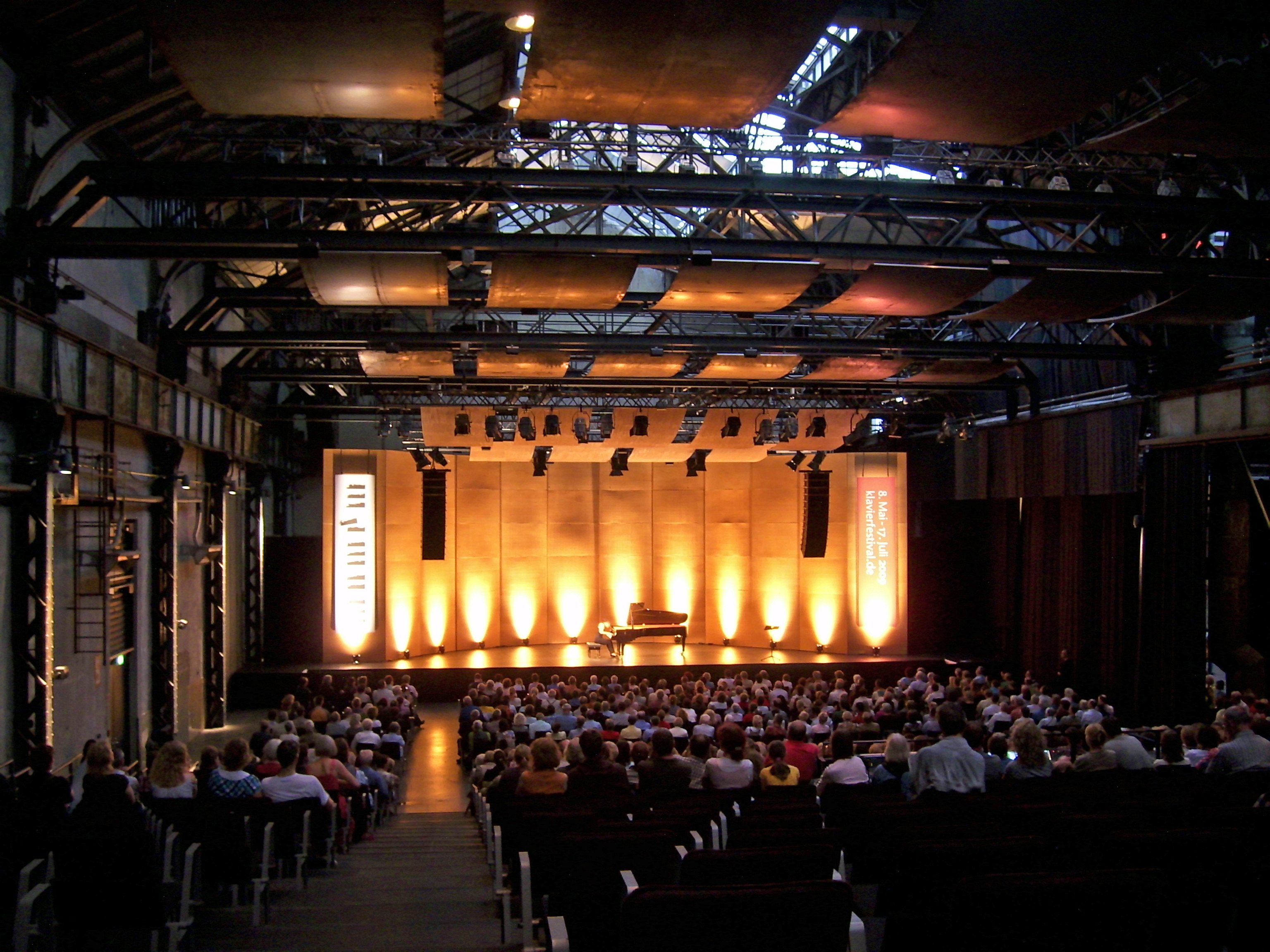
Konzerthalle (ExtraSchicht 2009)
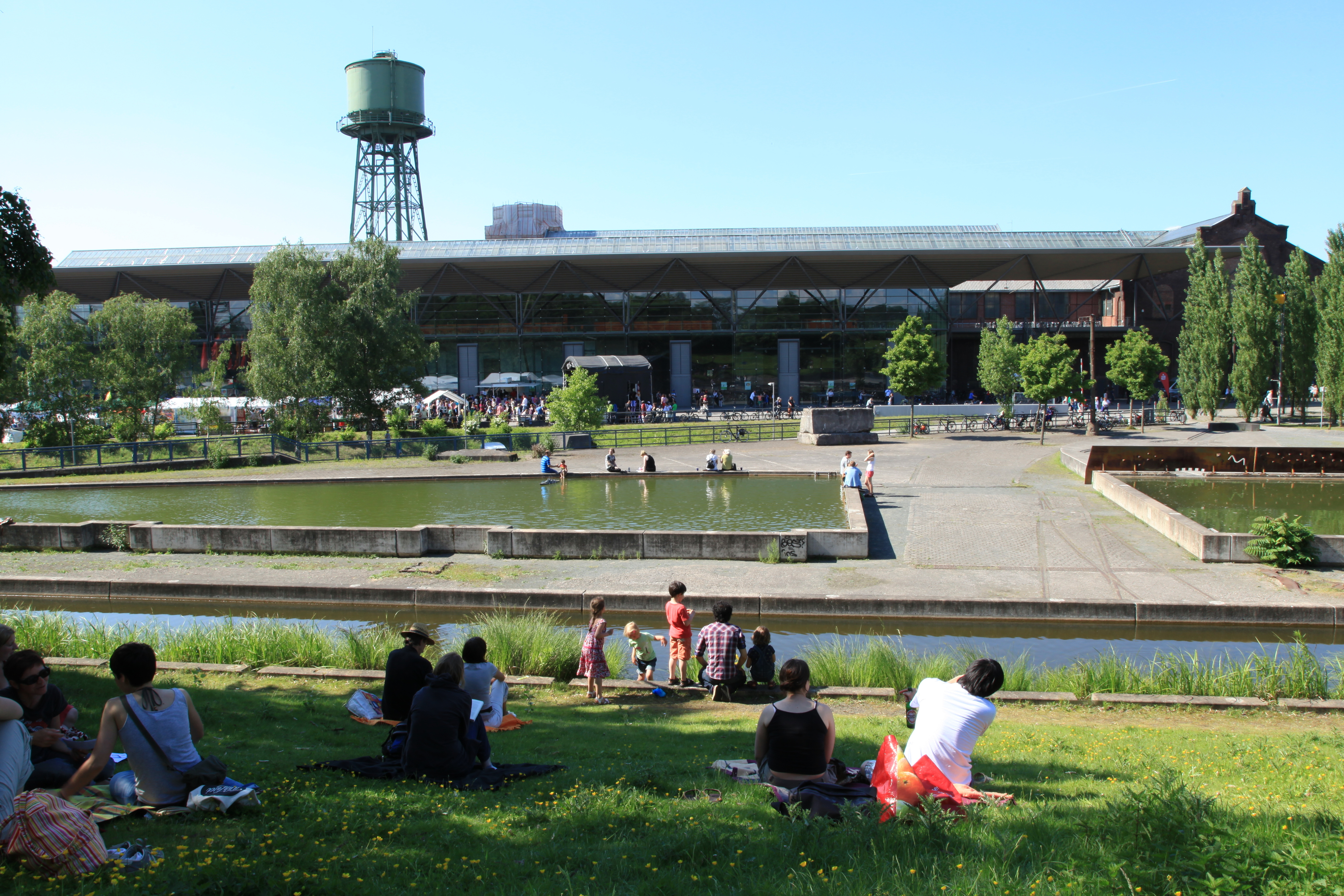
Sicht auf die Jahrhunderthalle vom Westpark mit Leuten
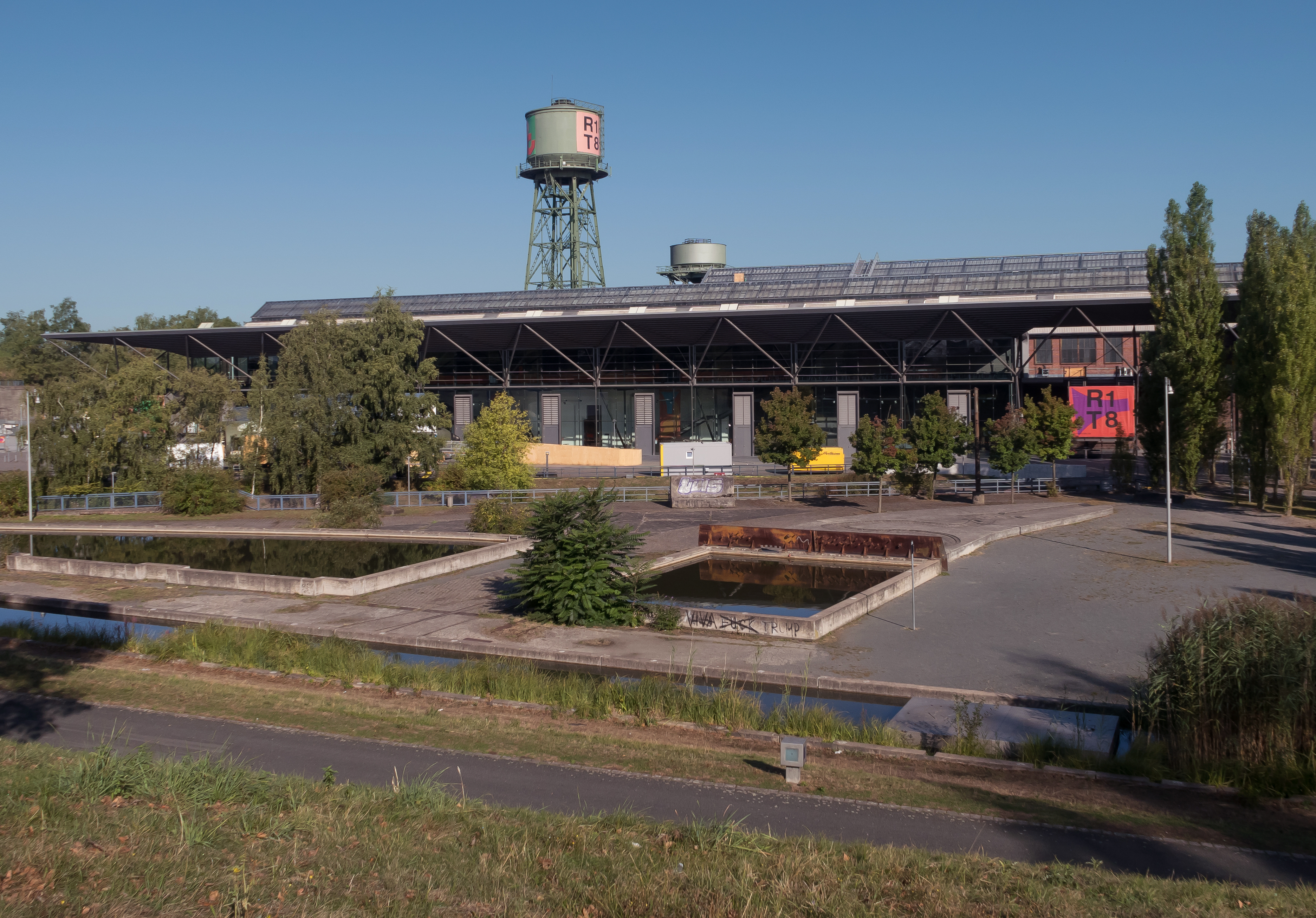
Sicht auf die Jahrhunderthalle vom Westpark ohne Leute
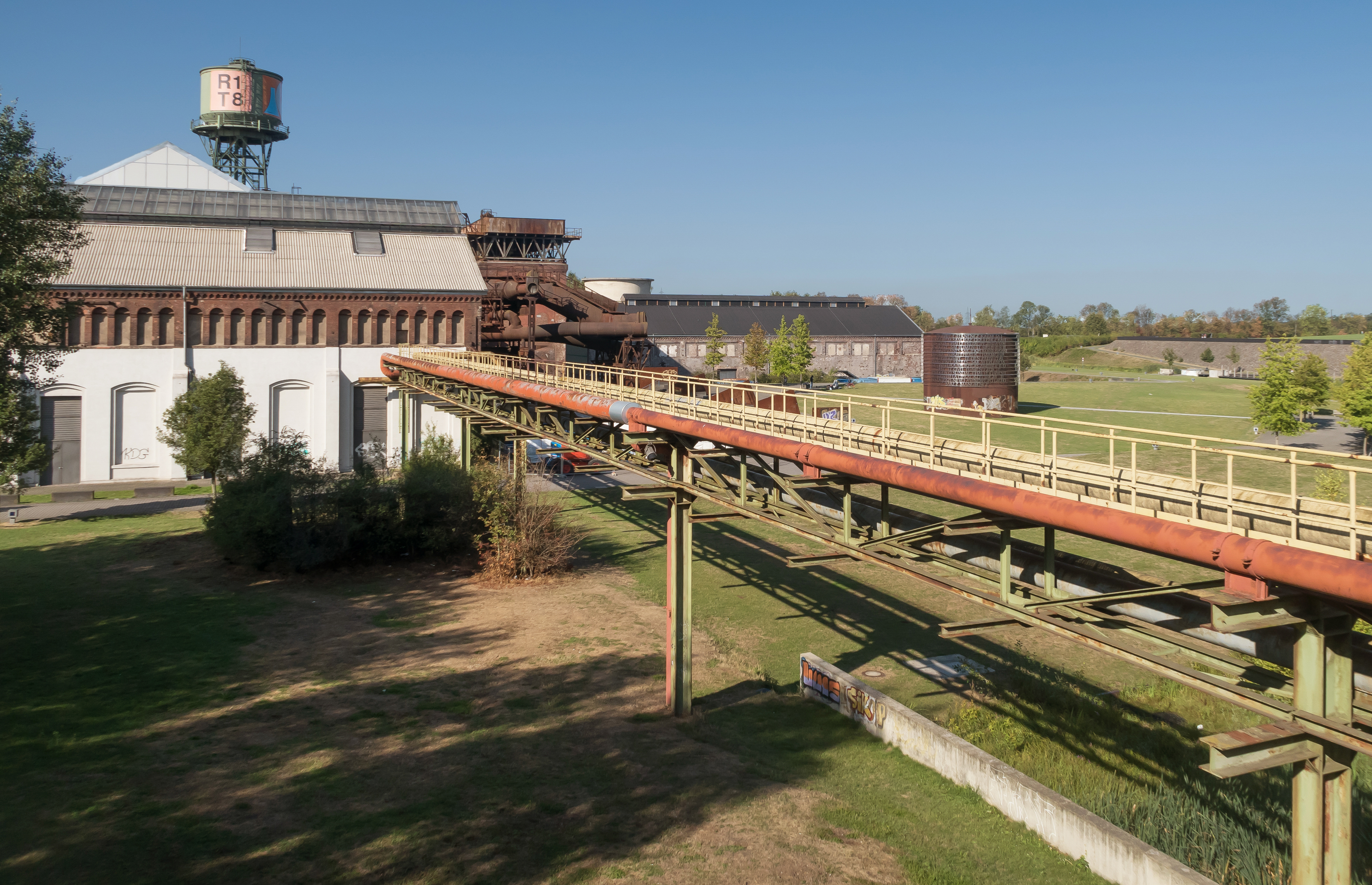
Sicht auf Jahrhunderthalle (andere Stellung)
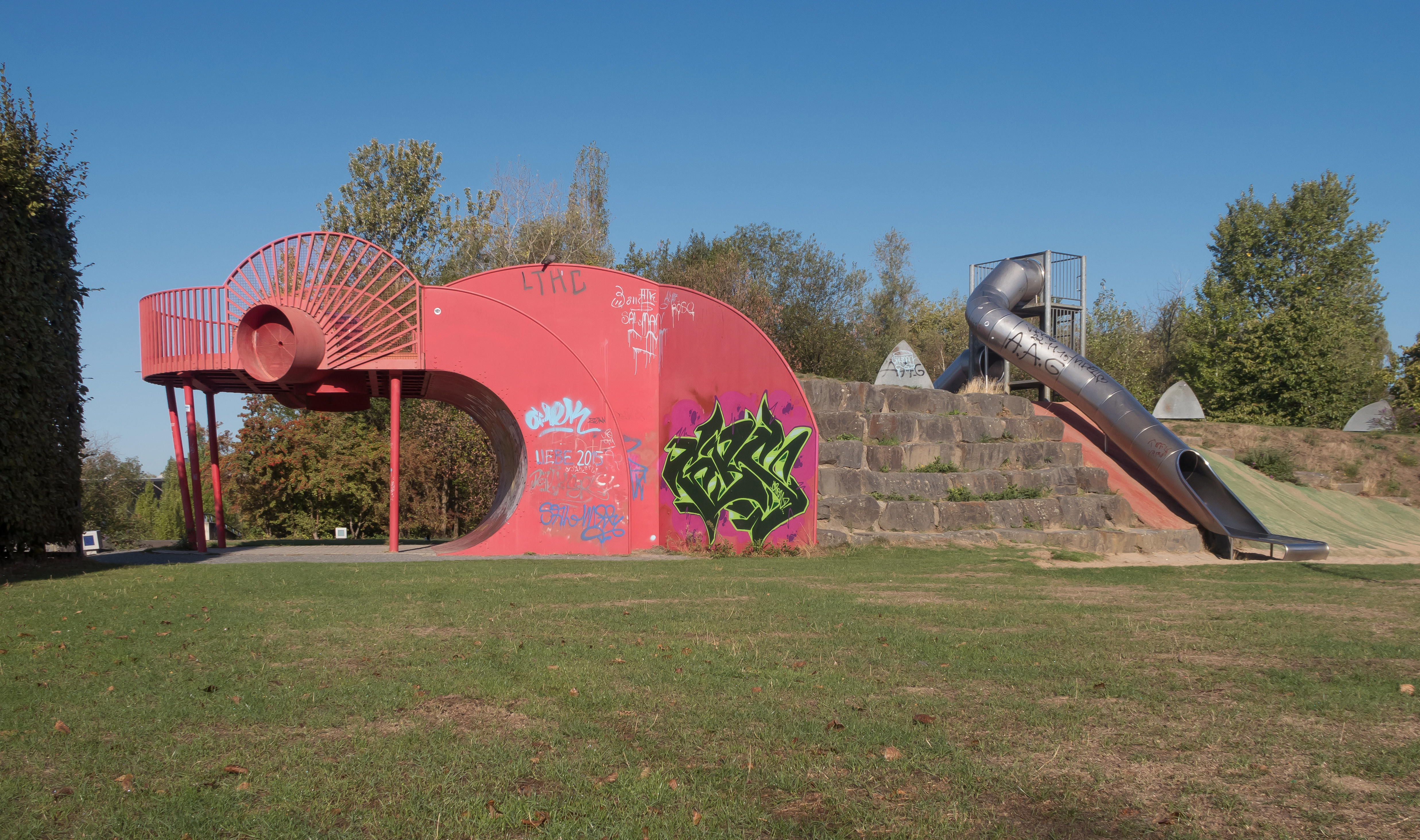
Skulptur auf dem Gelände der Jahrhunderthalle
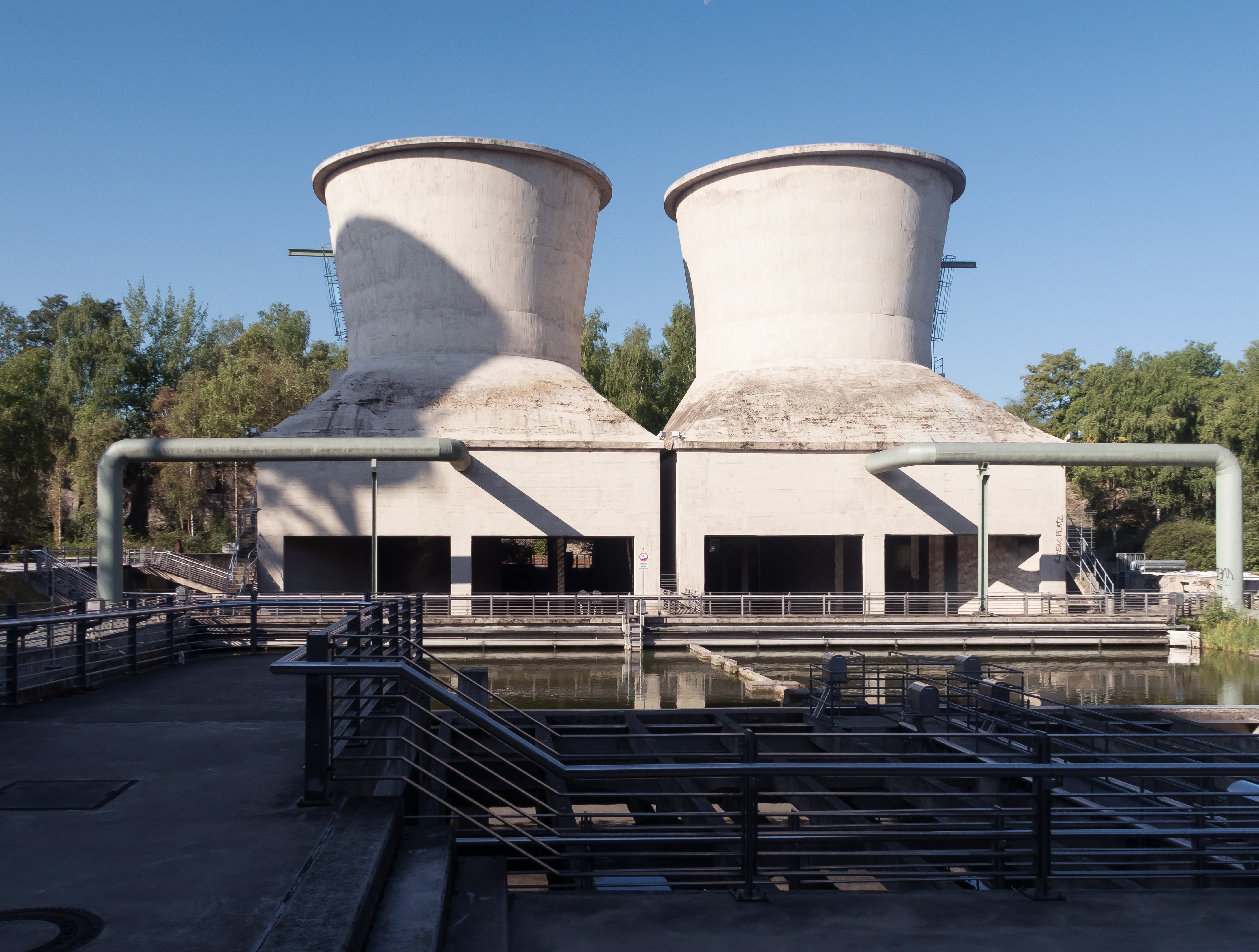
Die Kühltürme
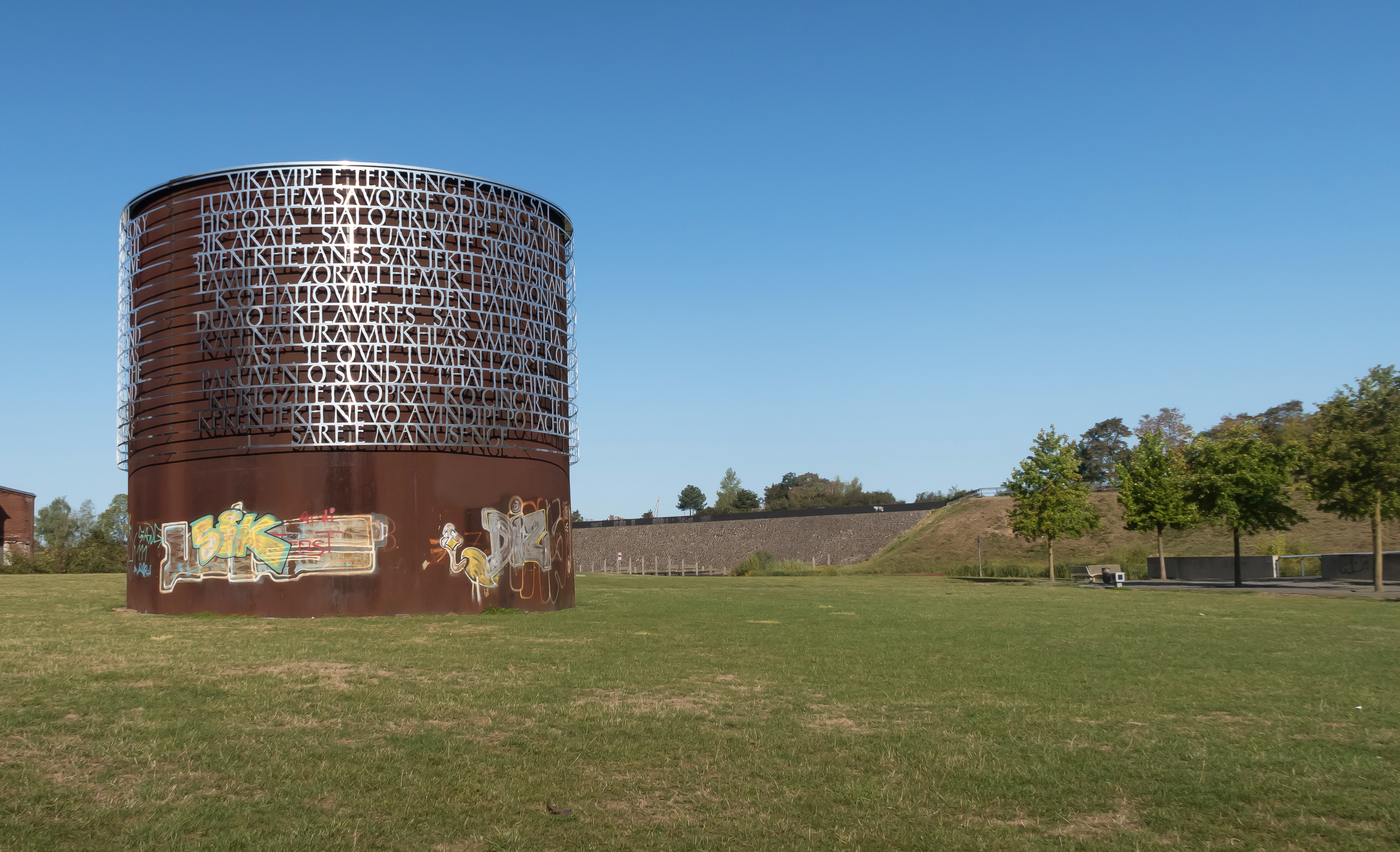
Skulptur: Appeal to the Youth of all Nations von Olu Oguibe